# 全球帝国
全球帝国（英語：Global empire）或世界帝国（德語：Weltreich）是帝国的一种形式，即全球性或世界性的帝国，属于超级大国范畴，通常表现为幅员辽阔、在全世界具有影响力的强大国家。“全球”性或“世界”性意味着属于这个国家主权下的领土遍及全世界。它的基本标准是，当在全球航行时，从该帝国版图的最东端至最西端或最西端至最东端至少要航行半个地球的圆周，“全球”即意味着帝国版图要横跨至少180度的经度而不是90度的纬度。举例来说，由于西班牙帝国的版图曾遍及全球，所以在16世纪它常常被称为“日不落帝国”，这个说法后来也适用于大英帝国。21世纪，美国取代大英帝国，成为当前唯一的全球超级大国。

## 历史

### 早期的帝国
早期的帝国很大程度上限制在亚欧、美洲和非洲大陆上，如波斯帝国、罗马帝国和中華帝國在某种程度上可以被看成是早期的超级帝国，但还很难称其为真正的“全球帝国”，因为它们很多不符合全球帝国的定义和标准。
部分古代超级帝国包括:
- 阿契美尼德王朝统治下的波斯帝国（或称阿契美尼德帝国）常被认为是第一个超级帝国。曾经控制着所有的小亚细亚地区、黎凡特地区（地中海东部）、埃及、高加索地区和一部分的印度、中亚和希腊（主要指色雷斯地区），也是第一个横跨亚、非、欧三大洲的帝国。
- 亚历山大大帝短暂统治下的马其顿帝国（或称亚历山大帝国）成为了第二个横跨亚、非、欧三大洲，取代波斯帝国霸权的超级帝国，它不但控制着原波斯帝国的所有领土，还拥有整个巴尔干半岛和印度河流域。
- 罗马帝国是横跨亚、非、欧三大洲的第三個超级帝國，统治了欧洲大部分地区、北非、小亚细亚和黎凡特地区，并曾一度统治美索不达米亚。
- 与中原王朝长期相对峙的草原帝国，是以亚洲北方游牧民族所建立的国家与王朝，包括匈奴汗国、鲜卑汗国、柔然汗国、突厥汗国、回鹘汗国、契丹建立的遼朝及西遼、女真人建立的金朝和蒙古人建立的蒙古帝国，一度统治过蒙古、西伯利亚、中亚大部、西亚和东欧的一部分等地。匈奴、鲜卑、契丹、女真、满族进入中原后成为中国的几个朝代：五胡十六国諸國、北魏、北周、辽朝、西夏、金朝、元朝、清朝。
- 波斯人的萨珊王朝推翻了帕提亚人的统治之后，统治了所有的波斯地区，并扩张到了埃及、印度、中亚和阿拉伯半岛且與歐洲接攘。
- 伊斯兰教的阿拉伯帝国从倭马亚王朝一直到阿拔斯王朝中期都是这个时期最大的帝国，其版图最大时东到波斯、呼罗珊和印度河流域，与当时统治中国的大唐帝国接壤，西至西班牙和摩洛哥，与查理大帝统治下的法兰克帝国相邻。
- 蒙哥汗统治下的蒙古帝国从東亚蒙古高原延伸到中欧、南亞的一部份、西亞及整個西伯利亚，西征期間其勢力更遠至歐洲，是一个历史上横跨欧亚大陆、以蒙古族為主體組成的大帝国，世界歷史上面積最大的帝國之一、連續性版圖最遼闊的國家，蒙古帝國占据了几乎整个亚洲大陸和部分欧洲，含蓋了當時疆域內1億的人口，其曾發動三次蒙古西征，蒙古大汗成吉思汗領導的第一次西征（1218－1223）滅西遼、西夏、花剌子模，越過高加索山擊破欽查各部，第二次西征（1235~1242）於窩闊台汗在位時期發動、以拔都為主帥，先後征服裏海布噶爾王國、斯拉夫各族，進而滅亡位於俄羅斯境內的基輔羅斯，而後擊潰波蘭和神聖羅馬帝國聯軍、大敗匈牙利、征服保加利亞，遠征勢力遠達義大利的威尼斯東北，第三次西征（1252－1260）於蒙哥汗在位時期、主帥為旭烈兀，滅亡木剌夷（伊斯蘭國家）、阿拔斯王朝（位於阿拉伯的黑衣大食）以及阿尤布王朝（位於敘利亞及阿拉伯西部），三次西征共滅了40多個國家，曾短暫進駐歐洲，在蒙哥汗去世之后，蒙古帝国解体分裂为元朝和蒙古四大汗国。
- 塞尔柱帝国极盛时控制了西亚的大部分和中亚的一半，還差點到達東歐和北非。
- 帖木儿帝国征服了东察合台汗国、河中地区、花剌子模、美索不达米亚、小亚细亚、高加索和大伊朗地区，并与鄂图曼帝国交战，企图复兴蒙古帝国
- 奥斯曼帝国控制着整个巴尔干半岛、色雷斯、小亚细亚和一部分的东欧和中东、北非，而且在顶峰时期还延伸到東非、亚洲的里海和中欧的一部分。

### 欧洲竞争者
第一批全球帝国是欧洲大航海时代的产物，起始于两个最强大的海上殖民帝国葡萄牙和西班牙于15世纪晚期的海上勘探竞赛。这些分散的海上帝国背后的推动力是贸易、欧洲文艺复兴之后诞生的新思想和资本主义。
葡萄牙在王子航海家亨利的带领下开始创建第一个全球性的商业网络，成为第一个真正意义上的全球帝国——葡萄牙帝国。
在西班牙黄金时代，西班牙帝国包含尼德兰、卢森堡、比利时、葡萄牙，以及大部分的意大利、部分德意志，还在美洲、非洲和亚洲拥有许多殖民地。随着在16世纪对墨西哥、秘鲁和菲律宾内陆的占领，西班牙确立了有史以来最大且分布最广的海外领土（蒙古帝国虽然较之为大，但是却仅限于欧亚大陆）。占有着欧洲、非洲、大西洋、美洲、太平洋和远东的西班牙帝国在这个意义上也有资格被称为全球帝国。
随后全球帝国包括了法国（包括共和制和王权时期的法兰西殖民帝国、帝制时期的法兰西第一帝国和法兰西第二帝国）、荷兰（荷兰帝国）和英国（大英帝国）在内的殖民帝国。其中大英帝国随着在19世纪海上霸权的巩固，凭借着当时运输技术的改进成为了世界歷史上面積最大、跨度最廣的帝国，領土面積高達3400萬平方公里，在它的全盛时期聲稱對於加拿大北極圈內、澳大利亞內陸以及南極洲的部分土地皆擁有主權，覆盖了地球上四分之一的土地和四分之一的人口。在1860年代，俄罗斯帝国和后来的苏联成为当时世界上领土相连的最大帝国，而其最大国家的地位一直延续到其后的最大继承者俄罗斯直至今日，尽管俄罗斯“失去”了苏联的周边地区，但它仍旧横跨12个时区，而且跨越一半以上的全球经度（即180度以上），但因为俄罗斯的影响力仅局限于欧亚大陆，没有海外军事基地，故一般不被视为全球帝国。
被普遍承认的全球帝国如下：

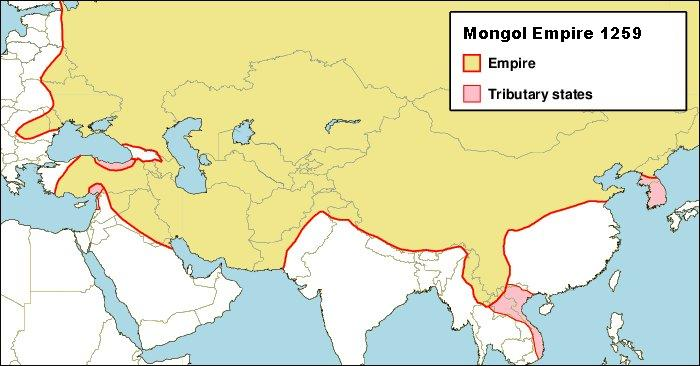
蒙古帝国
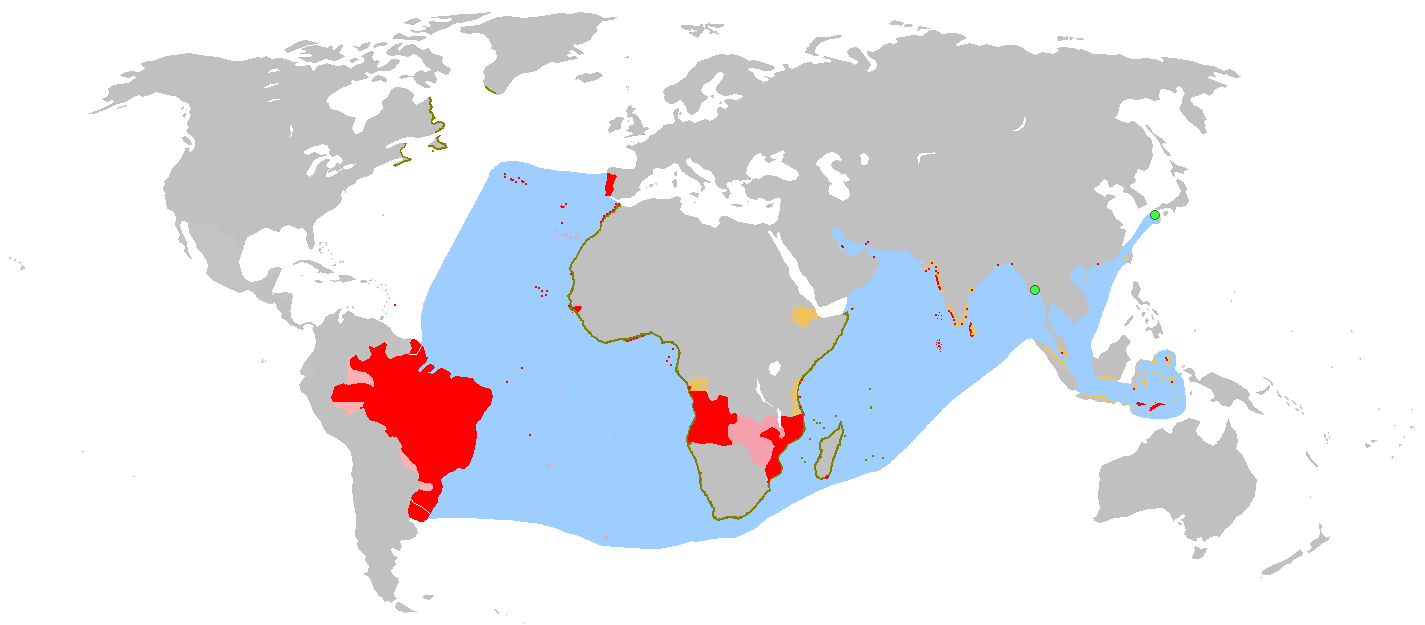
葡萄牙帝国
西班牙帝国
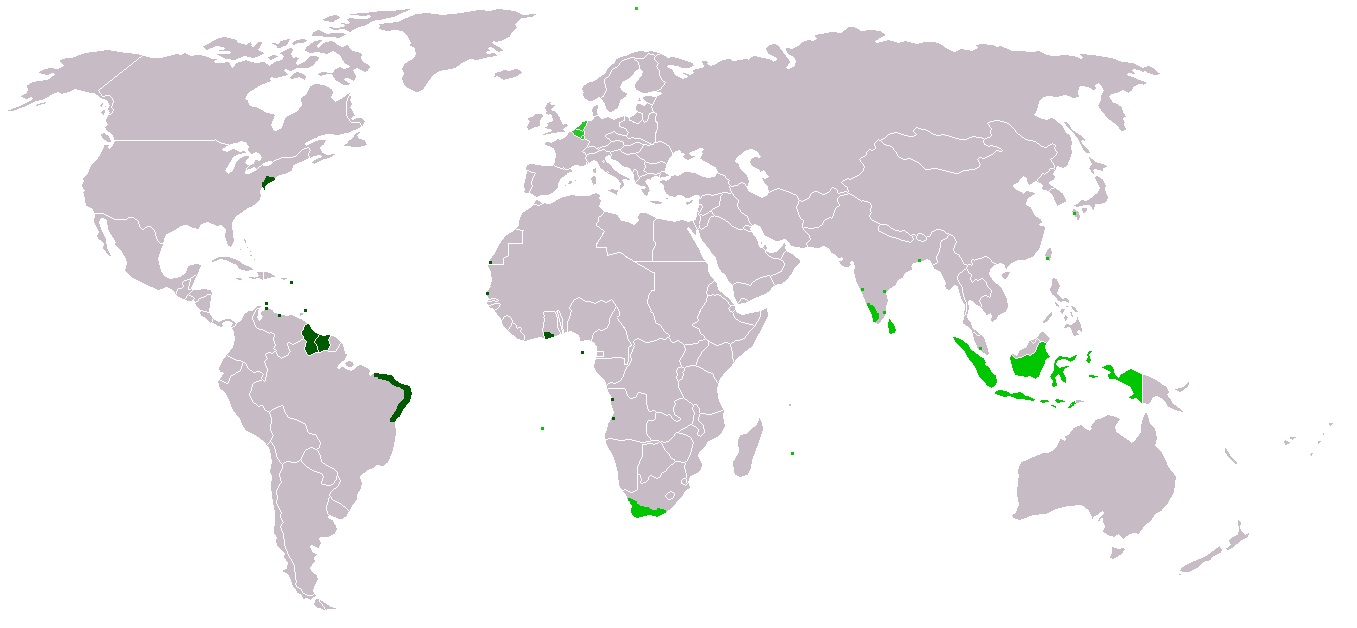
荷兰帝国
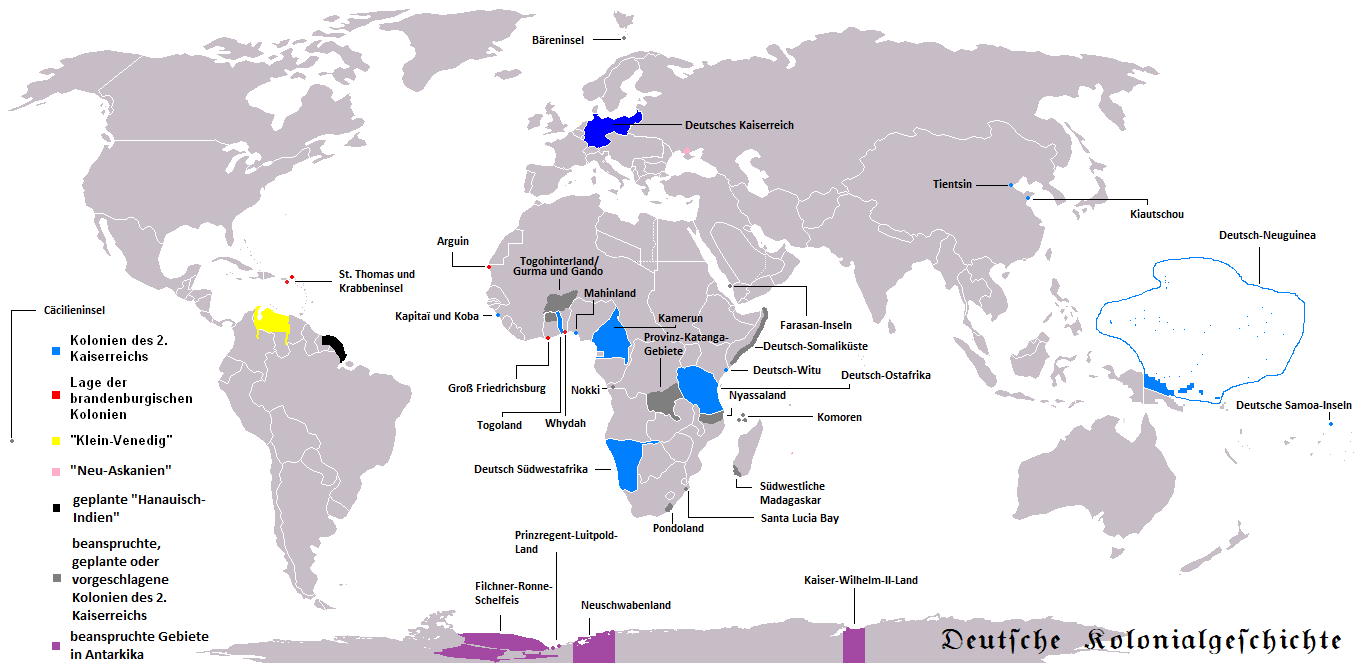
德意志殖民帝国
法兰西殖民帝国
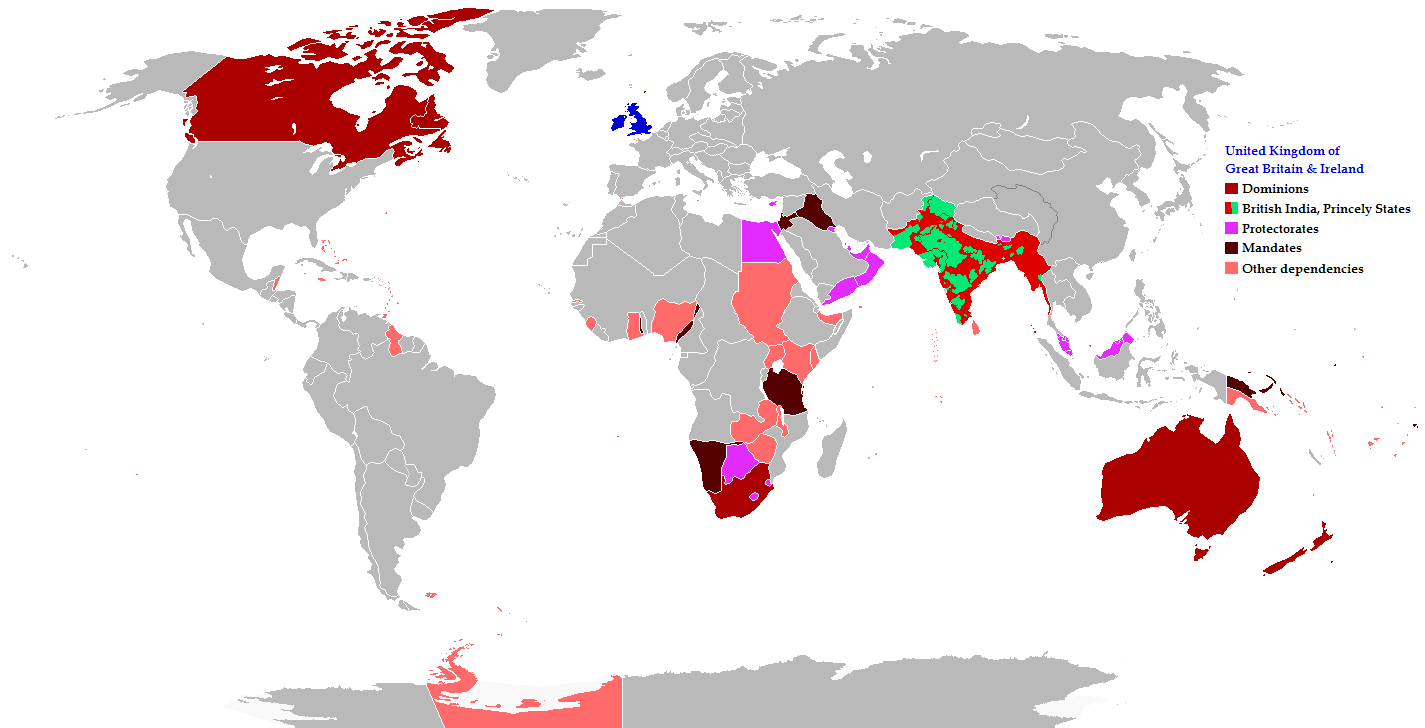
大英帝国

### 美利坚帝国及其竞争者

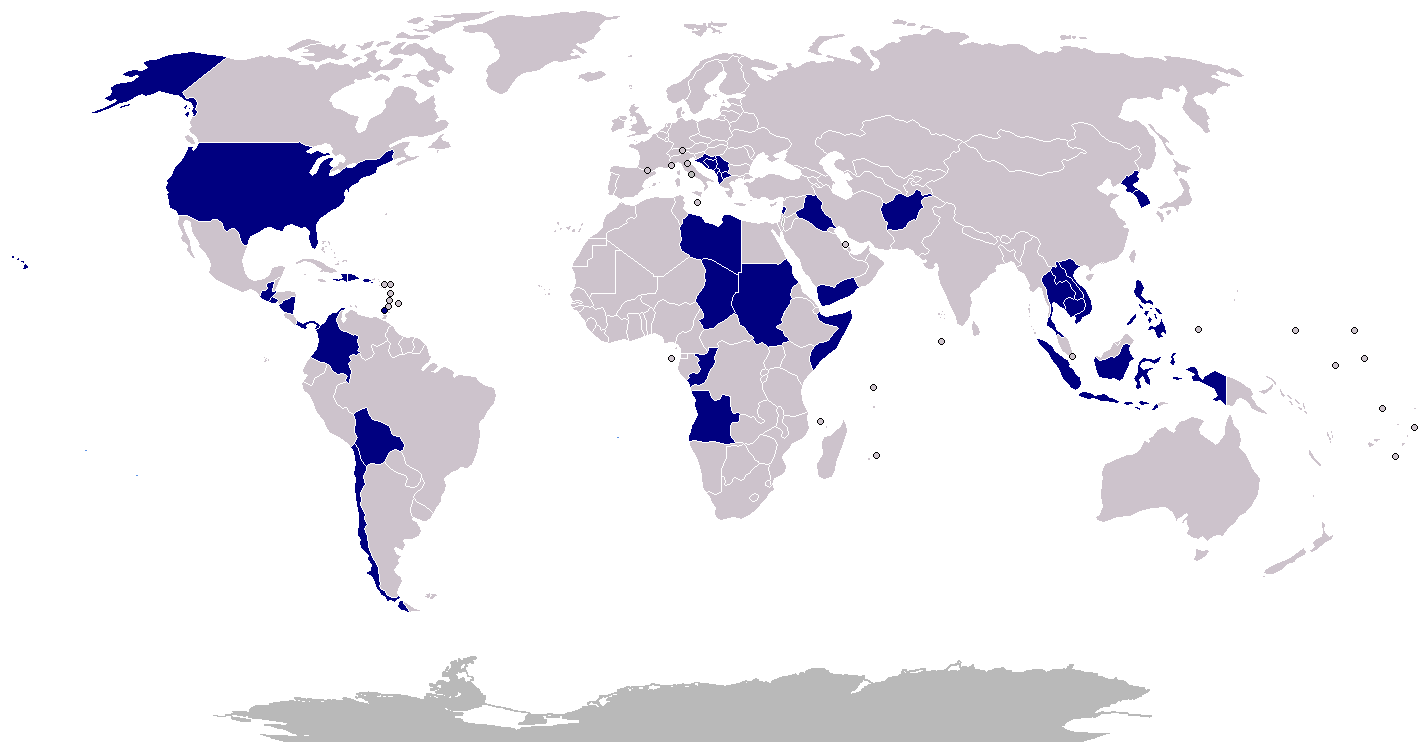
1950年以来美国领土及其武装干涉地区，在图中用深蓝色标出

由于二战以后，特别是近几十年来美国的迅速崛起和在全世界的霸权主义活动，美国也被认为是一个全球帝国，被称为“美利坚帝国”，也有人认为它和古代的罗马帝国类似，所以又称之为“新罗马帝国”。不管美国自己愿不愿意承认自己是一个帝国或者是帝国主义国家，但不可否认的是，美国是当今世界上唯一的全球性超级大国，它在全球的经济、政治、军事、文化等众多领域的巨大优势和强大影响力都是他国无法比拟的。